# Julius Malema
Julius Sello Malema, född 3 mars 1981 i Seshego i Limpopoprovinsen, är en sydafrikansk politiker. Han är partiledare för det socialistiska partiet Economic Freedom Fighters. Han var tidigare ordförande i African National Congress ungdomsförbund (African National Congress Youth League), och har av Sydafrikas tidigare president Jacob Zuma beskrivits som Sydafrikas framtida ledare.

## Politisk karriär

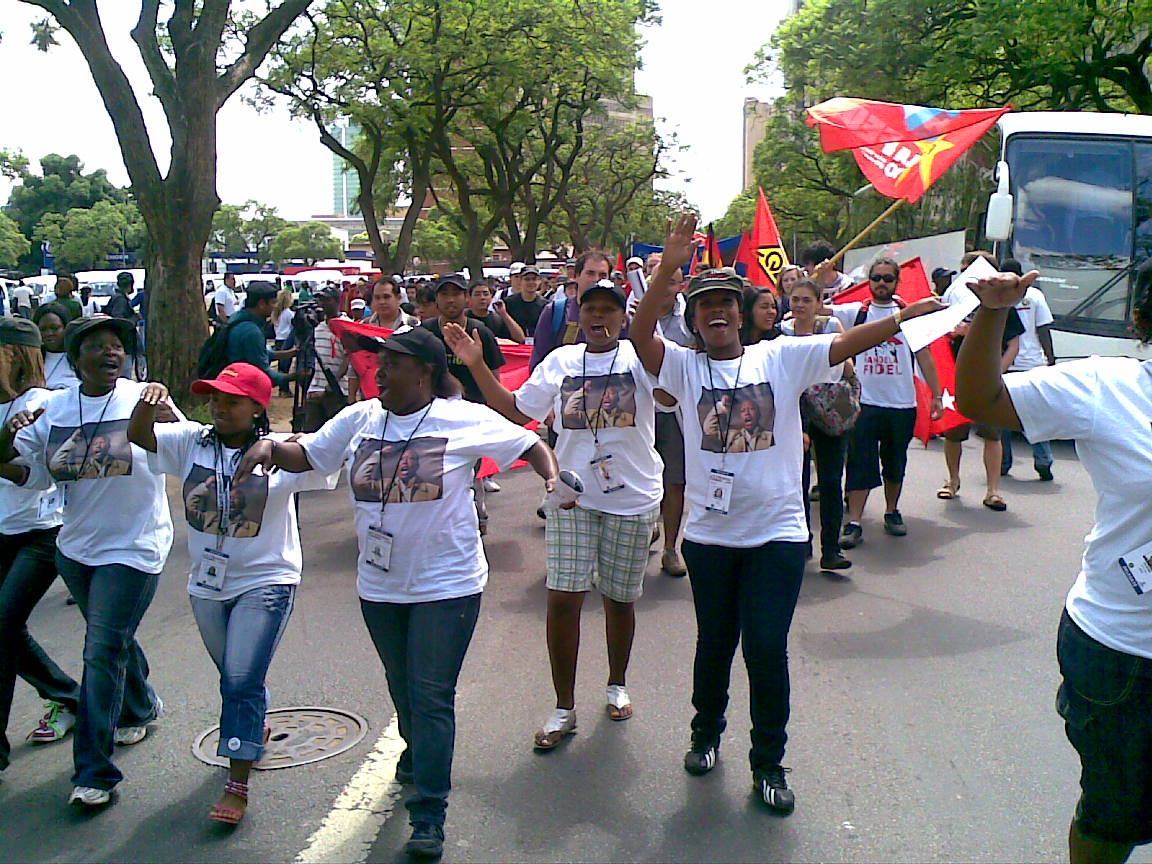
Flickor med Malema på tröjorna under Världsungdomsfestivalen i Johannesburg 2010.

Malema är utbildad vid University of South Africa, där han avlagt dubbla kandidatexamen i ämnena kommunikation och filosofi.
I april 2008 valdes Malema till ordförande för partiet African National Congress ungdomsförbund (African National Congress Youth League).
I ett tal i Thaba Nchu 2009, där ANC-ledaren Jacob Zuma närvarade, sa Malema: "Let us make it clear now: we are prepared to die for Zuma. Not only that, we are prepared to take up arms and kill for Zuma." Uttalandet uppfattades som alltför grovt av ANC som distanserade sig från uttalandet dagen därpå. Den före detta ärkebiskopen Desmond Tutu krävde att Malema skulle be om ursäkt för uttalandet och ett flertal oppositionspartier kritiserade också häftigt uttalandet. Den 15 mars 2010 dömdes Malema vid en rättegång till böter på 50 000 rand samt ett krav på en ovillkorlig ursäkt på grund av ett uttalande under 2009. Uttalandet, som var en kritik mot den kvinna som anklagat Jacob Zuma för våldtäkt, skedde under ett möte med studenter i Kapstaden (South African Students' Congress (SASCO)). Den 10 november 2011 uteslöts Malema ur partiet ANC i fem år på grund av att han blivit dömd för brott.
Sedan den 26 juli 2013 är han partiledare för det socialistiska partiet Economic Freedom Fighters, som han var med och grundade samma år. I valet 2014 blev partiet det tredje största partiet i Sydafrika.
I mars 2018 gick Sydafrikas president Cyril Ramaphosa, och partiledare för African National Congress, ut med att Malema är mycket välkommen tillbaka till partiet.

### Sången "Skjut boern"
Under ett möte på ett universitetscampus i mars 2010 sjöng Malema den kända antiapartheidstrofen "Skjut boern" från sången "Ayasab' amagwala".